# Cerapteryx albipuncta
Cerapteryx albipuncta är en fjärilsart som beskrevs av Sven 1884. Cerapteryx albipuncta ingår i släktet Cerapteryx och familjen nattflyn. Inga underarter finns listade i Catalogue of Life.